# Vil·la Enriqueta (Salou)
La Vil·la Enriqueta és una casa del municipi de Salou (Tarragonès) inclosa en l'Inventari del Patrimoni Arquitectònic de Catalunya.

## Descripció
Vil·la Enriqueta és una de les cases d'estil senzill que es varen construir a Salou a les darreries del segle xix.
La casa està construïda amb planta baixa, amb porxo d'arcs rebaixats, i finestra d'arc rebaixat. La planta noble té una terrassa i a la part de la torratxa un balcó semicirculars, la teulada està coberta a dues vessants.
La casa s'estructura a la manera de planta de creu llatina i, al braç del creuer que dona al mar, es pot veure el nom de la vil·la.

## Història
Va ser seu de la comandància republicana durant la Guerra Civil.